# لي فيذرستون
لي فيذرستون (بالإنجليزية: Lee Featherstone)‏ هو لاعب كرة قدم بريطاني، ولد في 29 سبتمبر 1983 في تشيسترفيلد في المملكة المتحدة. لعب مع سكونثورب يونايتد وشيفيلد يونايتد ونادي هاروجيت تاون.